# Гренландська мова

Гренландська мова (гренл. Kalaallisut) — ескімосько-алеутська мова, якою розмовляє близько 57 000 осіб у Гренландії і Данії. З 1 липня 2009 року є єдиною офіційною мовою у Гренландії. 

## Характеристика
Гренландська мова споріднена з ескімоськими мовами Канади, такими як інуктитут. Основний діалект, калааллісут або західногренландська мова, є єдиною офіційною мовою Гренландії із червня 2009 року. Іншими діалектами гренландської мови є тунуміісут (східногренландський) і інуктун (північногренландський, туле). Гренландська мова, як і всі інші ескімоські мови, належить до аглютинативних синтетичних, виключно суфіксальних мов. Вона є ергативною, тобто суб'єкт неперехідного дієслова кодується у відмінкових показниках імені і особових показниках дієслова так само, як і об'єкт (пацієнс) перехідного дієслова, й інакше, ніж агенс перехідного дієслова. Іменники відмінюються за вісьмома відмінками і двома числами, а також за особою і числом власника. Дієслова змінюються за вісьмома способами і за особою та числом підмета і прямого додатка. Найпоширенішим способом словотвору в гренландській мові є суфіксація. Базовий порядок слів — SOV (підмет — прямий додаток — дієслово). Письмо на основі латинської абетки. Орфографія гренландської мови була створена в 1851 році. У 1973 році відбулася реформа гренландського правопису. У мовознавстві досі є розбіжності з таких питань, як наявність категорії часу в інкорпорації в гренландській мові.

## Історія
Гренландська мова з'явилася у Гренландії з прибуттям народу Туле в 1200-х роках. Мови, якими розмовляли ранні палеоескімоські культури Саккак і Дорсет у Гренландії невідомі.
Перші згадки гренландської мови датуються сімнадцятим століттям. З прибуттям данських місіонерів на початку 18 століття і початком данської колонізації почалося складання словників і опис граматики. Місіонер Пол Егеде написав перший гренландський словник у 1750 році та першу граматику у 1760 році.
Від данської колонізації в 1700-х роках і до початку Гренландської автономії в 1979 році гренландська мова зазнавала дедалі більшого тиску з боку данської. У 1950-х роках лінгвістична політика Данії була спрямована на зміцнення данської мови. Першорядне значення мав той факт, що середня та вища освіта та всі офіційні справи проводились данською мовою.
З 1851 по 1973 рік гренландська мова використовувала ортографію, розроблену місіонером-лінгвістом Самуелем Клейншмідтом. У 1973 році було введено нову ортографію, яка мала намір наблизити писемність до розмовного стандарту, що зазнав значних змін з часів Клейншмідта. Реформа виявилася ефективною, і в наступні роки грамотність гренландців значно збільшилась.
Іншою подією, яка зміцнила положення гренландської мови, була політика «гренландизації» гренландського суспільства, яка почалася з угоди про надання Гренландії автономії 1979 року. Ця політика була спрямована на те, щоб зупинити колишню тенденцію до маргіналізації гренландської мови, зробивши її офіційною мовою освіти. Той факт, що гренландська мова стала єдиною мовою, яка використовується в початковій школі, означає, що відтепер одномовні данськомовні батьки в Гренландії виховуватимуть дітей двомовними.
До червня 2009 року гренландська мова поділяла свій статус офіційної мови в Гренландії з данською. Відтоді єдиною офіційною мовою стала гренландська. Це зробило гренландську мову унікальним прикладом корінної мови американського континенту, що була визнана єдиною офіційною мовою напівнезалежної країни. Тим не менш, мова все ще вважається «вразливою» відповідно до Червоної книги ЮНЕСКО. У країні 100% рівень грамотності населення. Оскільки західногренландський діалект став домінуючим, доповідь ЮНЕСКО позначила інші діалекти як такі, що знаходяться під загрозою зникнення, і зараз розглядаються заходи щодо захисту східногренландського діалекту.

## Фонетика

### Голосні
Гренландська система голосних, що складається з /i/, /u/ та /a/, є типовою для ескімосько-алеутської мови. Подвійні голосні аналізуються як дві мори, тому вони фонологічно є послідовністю з двох голосних, а не одним довгим голосним. Єдиний дифтонг, /ai/, зустрічається лише в кінці слів.
|                       | Переднього ряду | Середнього ряду | Заднього ряду |
| --------------------- | --------------- | --------------- | ------------- |
| Високого піднесення   | i (y~ɪ)         | (ʉ~ʊ)           | u             |
| Середнього піднесення | (e~ɛ~ɐ)         | (e~ɛ~ɐ)         | (o~ɔ)         |
| Низького піднесення   | a               | a               | (ɑ)           |

- /u/ вимовляється як [o~ɔ] перед увулярними приголосними, [ʉ] між передньоязиковими, [u] перед губними та на початку слова перед неувулярними та як [ʊ] в усіх інших випадках.
- /a/ вимовляється як [ɑ] перед увулярними приголосними, на початку слова перед неувулярними та [ə] в інших випадках.
- /i/ вимвовляється як [ɐ] перед увулярними, [i] на початку слова перед неувулярними, [y] перед губними та [ɪ] в інших випадках.

### Приголосні
|              | Губні | Ясенні       | Середньо-піднебінні | М'яко-піднебінні | Увулярні |
| ------------ | ----- | ------------ | ------------------- | ---------------- | -------- |
| Носові       | m ⟨m⟩ | n ⟨n⟩        |                     | ŋ ⟨ng⟩           | ɴ ⟨rn⟩   |
| Проривні     | p ⟨p⟩ | t ⟨t⟩        |                     | k ⟨k⟩            | q ⟨q⟩    |
| Африкати     |       | t͡s           |                     |                  |          |
| Фрикативні   | v ⟨v⟩ | s ⟨s⟩ ɬ ⟨ll⟩ | ʃ                   | ɣ ⟨g⟩            | ʁ ⟨r⟩    |
| Плавні       |       | l ⟨l⟩        |                     |                  |          |
| Напівголосні |       |              | j ⟨j⟩               |                  |          |

М'яко-піднебінний фрикативний [ʃ] злився з [s] у всіх діалектах, крім діалектів регіону Сісіміут–Маніїтсок–Нуук–Пааміут. Губно-зубний фрикативний [f] використовується лише в запозичених словах. Ясенний проривний /t/ вимовляється як африкат [t͡s] перед голосним /i/. Деякі запозичення з данської мови, що містять літери ⟨b d g⟩, зберігають їх на письмі, але це не означає зміни у вимові, наприклад ⟨baaja⟩ «пиво» вимовляється як [paːja] та ⟨Guuti⟩ «Бог» вимовляється як [kuːtˢi].

## Зразок
Inuit tamarmik inunngorput nammineersinnaassuseqarlutik assigiimmillu ataqqinassuseqarlutillu pisinnaatitaaffeqarlutik. Silaqassusermik tarnillu nalunngissusianik pilersugaapput, imminnullu iliorfigeqatigiittariaqaraluarput qatanngutigiittut peqatigiinnerup anersaavani.
«Усі люди народжуються вільними і рівними у своїй гідності та правах. Вони наділені розумом і совістю і мають діяти у відношенні один до одного в дусі братерства.» (Стаття 1-ша Загальної декларації прав людини)

## Фрази
| Українською             | Гренландською            |
| ----------------------- | ------------------------ |
| Добрий день!            | Inuugujoq, kutaa!        |
| Привіт!                 | Haluu!                   |
| Як ся маєш?             | Qanoq-ippit?             |
| Так                     | Aap                      |
| Ні                      | Naagga                   |
| Як тебе звуть?          | Qanoq ateqarpit?         |
| Звідки ти?              | Suminngaaneerpit?        |
| Розмовляєш англійською? | Tuluttut oqalusinnaavit? |
| Дякую                   | Qujanaq                  |
| Кішка                   | Qitsuk                   |
| Собака                  | Qimmeq                   |
| Птах                    | Timmiaq                  |
| Риба                    | Aalisagaq                |
| Дерево                  | Orpik                    |
| Гриб                    | Pupik                    |
| Картопля                | Naatsiiaq                |
| Морква                  | Musaq                    |
| Хліб                    | Iffiaq                   |
| Зупа                    | Qajoq                    |
| Вода                    | Imeq                     |
| Море                    | Imaq                     |
| Гора                    | Qaqqaq                   |
| Сад                     | Naatsiivik               |
| Ліс                     | Orpippalik               |
| Будинок                 | Illu                     |
| Один                    | ataaseq                  |
| Два                     | marluk                   |
| Три                     | pingasut                 |
| Чотири                  | sisamat                  |
| П'ять                   | tallimat                 |
| Шість                   | arfinillit               |
| Сім                     | arfineq marluk           |
| Вісім                   | arfineq pingasut         |
| Дев'ять                 | qulingiluat              |
| Десять                  | qulit                    |
| Одинадцять              | aqqanillit               |
| Дванадцять              | aqqaneq marluk           |
| Тринадцять              | aqqaneq pingasut         |
| Чотирнадцять            | aqqaneq sisamat          |
| П'ятнадцять             | aqqaneq tallimat         |
| Шістнадцять             | arfersanillit            |
| Сімнадцять              | arfersaneq marluk        |
| Вісімнадцять            | arfersaneq pingasut      |
| Дев'ятнадцять           | arfersaneq sisamat       |
| Двадцять                | marlunnik qulillit       |